# Ensamhetens brunn
Ensamhetens brunn (originalets titel: The Well of Loneliness) är en bok skriven av Radclyffe Hall och som utkom 1928. Den första svenska översättningen utkom 1932. Den har ibland hyllats som en "lesbisk bibel". Den blev förbjuden i både England och USA eftersom skildrandet av lesbisk kärlek var tabubelagt. I England var den förbjuden fram till 1949. Den har översatts till elva språk.
Bokens kvinnliga huvudperson heter Stephen Gordon. 
Den senaste svenska upplagan utkom 2004, ISBN 91-975424-0-7